# Valdonė Petrauskaitė
Valdonė Petrauskaitė est une joueuse lituanienne de volley-ball née le 23 août 1984 à Kaunas. Elle mesure 1,81 m et joue au poste de réceptionneuse-attaquante.

## Clubs
| Club                | De        | À         |
| ------------------- | --------- | --------- |
| Heksa Kaunas        | 1999-2000 | 2000-2001 |
| Istres OPVB         | 2001-2002 | 2003-2004 |
| VBC Riom            | 2004-2005 | 2005-2006 |
| Volley Vicenza      | 2006-2007 | 2006-2007 |
| Türk Telekom Ankara | 2007-2008 | 2007-2008 |
| Chieri Volley       | 2008-2009 | 2008-2009 |
| Tiboni Urbino       | 2009-2010 | 2010-2011 |
| Dinamo Krasnodar    | 2011-2012 | 2011-2012 |
| Tiboni Urbino       | 2012-2013 | 2012-2013 |
| Lokomotiv VK        | 2013-2014 | 2013-2014 |
| CV J.A.V. Olímpico  | oct 2014  | nov 2014  |
| CSM Târgoviște      | 2015-2016 | jan 2016  |
| Promoball Flero     | fév 2017  | …         |

## Palmarès
- Coupe de la CEV
  - Vainqueur :  2011.